# Pierre de Sébaste
Pierre de Sébaste (ca. 340 – 391) est un évêque de Sébaste (Sivas) et écrivain ecclésiastique. Il est le frère cadet de Basile de Césarée, de Grégoire de Nysse, du célèbre juriste Naucratius et de Macrine la Jeune. Il est vénéré comme un saint par les églises catholique et orthodoxe. Sa fête est fixée le 26 mars.

## Biographie
Ses parents, Basile l'Ancien et Émilie de Césarée, furent probablement bannis de Constantinople pour leur foi chrétienne sous le règne de l'empereur Galère, et se seraient alors enfuis dans la région du Pont, le lieu de sa naissance. Sa grand-mère Macrine l'aînée fut instruite dans la foi chrétienne par Grégoire le Thaumaturge. Et Macrine, sa sœur aînée, exerça une grande influence sur sa formation religieuse, agissant comme son guide spirituel et l'orientant vers la vie ascétique. 
Peu de temps après l'élévation de son frère Basile sur le siège épiscopal de Césarée (Kayseri) en 370, il reçut de lui l'ordination sacerdotale. Il aida sa sœur et sa mère à transformer la propriété familiale en une communauté monastique, une pour femmes et l'autre pour hommes. Lui-même dirigera la partie masculine tandis que Macrine sera responsable de la communauté féminine.
Vers 380, il fut créé évêque de Sébaste et, sans manifester aucune activité littéraire, prit position aux côtés de ses frères Basile et Grégoire dans leur combat contre l'hérésie arienne. Nous n'avons aucune information détaillée concernant son activité d'évêque, si ce n'est qu'il était présent au Concile œcuménique de Constantinople en 381. 

## Sa contribution dans l'élaboration de la foi chrétienne
Aucun de ses écrits ne nous est parvenu. Mais nous savons par ses frères (Grégoire et Basile) que c'est sur ses conseils que Grégoire de Nysse a écrit son grand ouvrage, Contre Eunome, en défense du livre du même nom de Basile répondant à l'ouvrage polémique d'Eunome. C'est aussi à son désir que Grégoire écrivit le Traité de l'œuvre des six jours, pour défendre le traité similaire de Basile contre les fausses interprétations et le compléter. 